# Conde da Redinha
O título nobiliárquico de Conde da Redinha foi criado, de juro e herdade, por Decreto de 20 de Agosto de 1776 do Rei D. José I de Portugal a favor de José Francisco Xavier Maria de Carvalho Melo e Daun, filho segundo de Sebastião José de Carvalho e Melo, 1º marquês de Pombal. 

## História
O Marquês de Pombal tinha o desejo de iniciar duas linhagens tituladas distintas na sua descendência e para isso instituiu com a sua segunda mulher, a marquesa D. Leonor Ernestina, com posterior confirmação régia de D. José I a criação de dois vínculos (bens de morgado) ou Casas: a primeira e mais importante para o varão herdeiro Henrique José de Carvalho e Melo, em cuja linha seguiria o título de Marquês de Pombal de juro e herdade e com dispensa da Lei Mental por 3 vidas, com o título subsidiário de Conde de Oeiras de juro e herdade, para o herdeiro imediato; e o segundo vínculo ou Casa seria para o filho segundo José Francisco Xavier Maria de Carvalho Melo e Daun, em cuja linha seguiria o título de Conde da Redinha de juro e herdade. Ficou determinado que na falta de sucessão numa das Casas as duas se uniam, para na geração seguinte se separarem de novo caso existisse mais do que um filho varão, ficando a Casa principal, com os títulos de Marquês de Pombal e Conde de Oeiras, para o primogénito e a 2ª Casa, com o título de Conde da Redinha, para o secundogénito. 
Com a morte sem geração de Henrique José de Carvalho e Melo, 2º marquês de Pombal e 2º conde de Oeiras, a Casa de Pombal passou para seu irmão José Francisco Xavier Maria de Carvalho Melo e Daun, 1º conde da Redinha, que se tornou assim 3º marquês de Pombal e 3º conde de Oeiras, no que resultou na união das duas Casas. O 3º Marquês de Pombal cedeu primeiro os títulos de Conde de Oeiras e de Conde da Redinha ao seu primogénito, Sebastião José de Carvalho Melo e Daun, futuro 4º marquês de Pombal, para depois, com o nascimento do seu filho segundo Nuno José Gaspar de Carvalho e Melo Daun e Lorena, determinar que a este caberia o título de Conde da Redinha, 
cumprindo-se assim a vontade de seu pai, o 1º Marquês de Pombal, de que as duas Casas se voltassem a separar na geração seguinte à união. Nuno José Gaspar de Carvalho e Melo Daun e Lorena foi assim 3º conde da Redinha, tendo o título prosseguido na sua descendência.

## Condes da Redinha (1776)

### Titulares

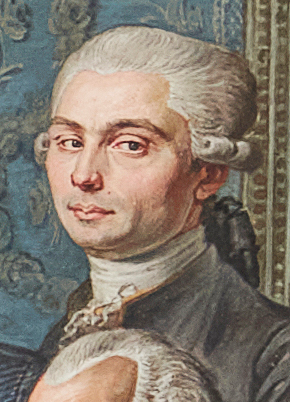
D. José de Carvalho Melo e Daun, 1.º Conde de Redinha

1. José Francisco Xavier Maria de Carvalho Melo e Daun (1753-1821), 1º conde da Redinha; depois 3.º Marquês de Pombal e 3.º Conde de Oeiras
2. Sebastião José de Carvalho Melo e Daun (1785-1834), 4º marquês de Pombal, 4º conde de Oeiras e 2º conde da Redinha; filho herdeiro do 1º conde
3. Nuno José Gaspar de Carvalho e Melo Daun e Lorena (1793-1865), 3º conde da Redinha; filho segundo do 1º conde
4. Manuel Maria de Carvalho e Melo Daun e Lorena (1818-1837), 4º conde da Redinha; filho do 3º conde, sem geração
5. António Maria da Luz de Carvalho Daun e Lorena (1822-1905), 5º conde da Redinha; filho do 3º conde, sem geração [2]
6. Maria Adelaide de Brito Peixoto Sanguinetti e Bourbon (1913-1990), 2ª marquesa de Pomares e 6ª condessa da Redinha
7. José Alexandre Bourbon de Lancastre Bobone (1942-2018), 7º conde da Redinha
8. Alexandre Henrique da Costa Pessoa de Lancastre Bobone (1972-), 8º conde da Redinha

### Armas
As dos Marqueses de Pombal.